# Viladrau
Viladrau is een gemeente in de Spaanse provincie Girona in de regio Catalonië met een oppervlakte van 51 km². Viladrau telt 1.030 inwoners (1 januari 2016).

## Demografische ontwikkeling
Bron: INE, 1857-2011: volkstellingen